# The Good Place (1.ª temporada)
A primeira temporada da série de televisão de fantasia e comédia The Good Place, criada por Michael Schur, foi ao ar entre 19 de setembro de 2016 e 19 de janeiro de 2017 pela NBC nos Estados Unidos. A temporada foi produzida pela Fremulon, 3 Arts Entertainment, e Universal Television.
A série se concentra em Eleanor Shellstrop (Kristen Bell), uma jovem recentemente falecida que acorda na vida após a morte e é enviada por Michael (Ted Danson) para "O Bom Lugar", uma utopia do céu que ele projetou, em recompensa por ela ter uma vida justa. Eleanor percebe que foi enviada por engano e esconde seu comportamento moralmente imperfeito (passado e presente). William Jackson Harper, Jameela Jamil e Manny Jacinto coestrelam como outros residentes do Bom Lugar, juntamente com D'Arcy Carden como um ser artificial ajudando os habitantes. Cada um dos episódios está listado como "Capítulo (número do episódio)" na sequência do título de abertura.

## Elenco

### Principal
- Kristen Bell como Eleanor Shellstrop, uma vendedora falecida do Arizona que entrou em uma utopia pós-vida chamada "The Good Place" (traduzido como "O Bom Lugar" no Brasil) aparentemente depois de ser confundida como uma advogada de direitos humanos com o mesmo nome.[3]
- William Jackson Harper como Chidi Anagonye, um falecido professor de ética que nasceu na Nigéria e criado no Senegal, deveria ser a alma gêmea de Eleanor. Relutantemente, ele tinha esperança de encontrar uma alma gêmea com quem ele pudesse se relacionar, mas logo descobre que ele e Eleanor deveriam ser almas gêmeas porque ele estava sempre lá para ela.[4]
- Jameela Jamil como Tahani Al-Jamil, uma filantropa falecida e rica que viajou extensivamente em todo o mundo. Ela nasceu no Paquistão, criada na Inglaterra e foi à escola na França. Tahani, cujo nome completo significa "Parabéns Linda", é uma alma de boa aparência com uma atitude alegre e útil.[5]
- D'Arcy Carden como Janet, uma guia programada que atua como a principal fonte de informação do bairro, análogo a um assistente pessoal inteligente.[6]
- Manny Jacinto como "Jianyu Li", um monge budista silencioso de Taiwan e alma gêmea de Tahani.[7]

### Recorrente
- Adam Scott como Trevor, uma figura sinistra que representa o Lugar Ruim, enviado sobre a verdadeira identidade de Eleanor sendo revelada, prometendo levá-la com ele. Ele lidera uma comitiva de demônios que festejaram infinitamente e intimida Michael.[8]

## Episódios
| N.º geral | N.º na temp. | Título                                                             | Dirigido por         | Escrito por                | Personagem principal do flashback | Exibição original      | Audiência (milhões) |
| --- | ------------ | ------------------------------------------------------------------ | -------------------- | -------------------------- | --------------------------------- | ---------------------- | ------------------- |
| 1 | 1            | "Everything Is Fine" "Tudo Está Bem"                               | Drew Goddard         | Michael Schur              | Eleanor                           | 19 de setembro de 2016 | 8.04                |
| Eleanor Shellstrop acorda em uma utopia pós-vida chamada "Lugar Bom", onde é acolhida pelo arquiteto Michael. A admissão baseia-se na forma como uma pessoa falecida se comportou na vida, com pontos positivos acumulados para decisões éticas e pontos negativos para decisões antiéticas. Poucas pessoas se qualificam; tudo mais vai para uma vida após a morte de tortura no "Lugar Ruim", que com base em "áudio ao vivo" fornecido pela assistente Janet de Michael, parece sinônimo de inferno. Michael elogia Eleanor por ser uma advogada que ajudou pessoas inocentes a saírem do corredor da morte, então a acompanha para uma casa projetada para suas preferências, onde ela pode acessar memórias de sua vida. Ela também está unida com uma alma gêmea: Chidi, um professor senegalês de ética. Eleanor diz a Chidi que todas as informações de Michael sobre ela estão erradas porque a biografia, as memórias e as preferências de casa são de outra pessoa. Eleanor ganhou a vida, conscientemente, vendendo um suplemento inútil para os doentes e idosos e era grosseira e indiferente. Chidi tem uma crise moral sobre ajudar ou não a Eleanor, que fica frustrado e zangado com uma festa organizada por seus vizinhos, as almas gêmeas Tahani e Jianyu. Na manhã seguinte, o bairro é atacado por representações de elementos da vida de Eleanor e seu mau comportamento no Bom Lugar. |              |                                                                    |                      |                            |                                   |                        |                     |
| 2 | 2            | "Flying" "Voar"                                                    | Michael McDonald     | Alan Yang                  | Eleanor                           | 19 de setembro de 2016 | 8.04                |
| Eleanor evita suspeitas após o caos, enquanto Michael teme que ele falhou em seu primeiro grande projeto. Tahani organiza um dia de limpeza, mas qualquer um que se voluntariará perderá a oportunidade de voar. Chidi considera ensinar a Eleanor a ser uma boa pessoa e a obriga a se voluntariar para provar que ela tem a capacidade de abnegação. Ela faz, mas ela esconde o lixo para ir voar, causando uma tempestade de lixo. Chidi perde a fé nela e se recusa a ajudar. Naquela noite, Eleanor se sente culpada e limpa a própria vizinhança. Chidi a vê e concorda em ensiná-la a ser boa. Uma mensagem é escorregada sob a porta de Eleanor, avisando-a de que ela não pertence ao Bom Lugar. Flashbacks da vida de Eleanor mostra que ela habitualmente evitou a responsabilidade de atuar como um motorista designado. |              |                                                                    |                      |                            |                                   |                        |                     |
| 3 | 3            | "Tahani Al-Jamil"                                                  | Beth McCarthy-Miller | Aisha Muharrar             | Eleanor                           | 22 de setembro de 2016 | 5.25                |
| Eleanor suspeita que Tahani de escreveu a mensagem, mas finalmente aceita que Tahani é genuinamente boa e começa a formar uma verdadeira amizade com ela, confortando-a por sua insatisfação com o voto de silêncio de Jianyu. Michael tenta conquistar Chidi para passar um hobby, mas Chidi só quer trabalhar em seu manuscrito ético. Depois que Michael admite que está terrivelmente escrito, ele concorda em se tornar o conselheiro de Chidi ao reescrevê-lo. Janet passa por uma série de personalidades estranhas. Michael recruta Eleanor para ajudar a investigar os problemas no bairro. Naquela noite, Jianyu finalmente fala em voz alta quando ele diz a Eleanor que ele escreveu a nota, explicando que ele também não pertence ao Ligar Bom. Nos flashbacks de Eleanor, seu namorado Andy faz um esforço consciente para ser bom, mas Eleanor conclui que ser bom é inútil e muito trabalho em um mundo cheio de coisas ruins. |              |                                                                    |                      |                            |                                   |                        |                     |
| 4 | 4            | "Jason Mendoza"                                                    | Payman Benz          | Joe Mande                  | Jason                             | 29 de setembro de 2016 | 4.45                |
| Jianyu diz a Eleanor que ele é realmente Jason Mendoza, um traficante de drogas filipino-americano e DJ amador de Jacksonville, na Flórida, que acompanhou a ficção de ser um monge porque o suposto voto de silêncio permite que ele evite a detecção. Jason decide expressar sua verdadeira identidade, enquanto Eleanor e um Chidi atordoado tentam convencê-lo a ficar escondido, temendo que Eleanor também seja exposta. Tahani ajuda a planejar a abertura de gala do restaurante de Patricia. Quando Jason planeja compartilhar os detalhes reais de sua vida no evento, Eleanor cria uma distração destruindo o bolo da obra-prima de Patricia, fazendo com que um sumidouro se abra. Jason concorda em se juntar à aula de ética de Chidi, mas é um estudante ainda menos apático do que Eleanor. Tahani descobre que o sumidouro está crescendo, não fechando como esperava Michael. Os flashbacks mostram que Jason Mendoza foi contratado como o DJ famoso e foi rejeitado pela multidão quando tocou sua própria música. Ele diz a um amigo que ele deseja ser apreciado como sendo ele mesmo, depois vandaliza o barco do DJ. |              |                                                                    |                      |                            |                                   |                        |                     |
| 5 | 5            | "Category 55 Doomsday Crisis" "Crise de Emergência do Juízo Final" | Morgan Sackett       | Matt Murray                | Tahani                            | 6 de outubro de 2016   | 4.97                |
| Eleanor está satisfeito por ela estar aprender a ser atenciosa com os outros, mas Chidi está insatisfeito em passar todo seu tempo ensinando Eleanor. Michael protege o bairro do sumidouro em quarentena de todos os moradores. Ele insiste que Eleanor e Chidi recebem um casal que vive perto do sumidouro; O casal observador conclui que Chidi está escondendo algo. Chidi admite que nunca teve um relacionamento real com uma mulher antes; Eleanor percebe que está desapontado por não ser sua verdadeira alma gêmea e decide ser um amigo melhor ao organizar as atividades de lazer que ele descreveu. Enquanto isso, Tahani lê os documentos privados de Michael e descobre que ela tem a segunda pontuação mais baixa no bairro. Ela tenta levantar, ajudando Michael, que tem que a salva do sumidouro; Ele diz a ela que as pontuações não mudam após a morte e que ela deveria estar satisfeita por ser uma das melhores pessoas que já viveram. O sumidouro fecha após o gentil gesto de Eleanor e Michael informa que ela deve ajudá-lo a descobrir a causa. Os flashbacks de Tahani mostram que ela viveu toda a vida à sombra de sua irmã, Kamilah, finalmente decidindo viver de forma independente após a morte de seus pais. |              |                                                                    |                      |                            |                                   |                        |                     |
| 6 | 6            | "What We Owe to Each Other" "O que Devemos Uns aos Outros"         | Tucker Gates         | Dylan Morgan & Josh Siegal | Eleanor                           | 13 de outubro de 2016  | 4.23                |
| Eleanor distrai Michael de sua investigação para evitar a detecção. Ele diz a ela que os arquitetos normalmente não vivem em bairros; Isso foi sua própria ideia e será desacreditado pelo seu fracasso. Enquanto isso, Tahani tenta se relacionar com Jianyu, forçando Chidi a fazer grandes esforços para proteger o segredo de Jason. Chidi e Tahani acabam ligando, mas Tahani finalmente aceita Jianyu como sua alma gêmea depois que ele lhe oferece um presente que Chidi arranjou. Michael conclui que ele é a causa dos problemas e anuncia sua partida iminente. No passado, Eleanor cuida da casa de uma amiga para assistir a um concerto de Rihanna, resultando no cão de sua amiga sofrendo uma incapacidade permanente; Eleanor não se importa. |              |                                                                    |                      |                            |                                   |                        |                     |
| 7 | 7            | "The Eternal Shriek" "O Grito Eterno"                              | Trent O'Donnell      | Megan Amram                | Chidi                             | 20 de outubro de 2016  | 3.79                |
| Michael anuncia que sua "aposentadoria" consistirá em tortura eterna. Em vez de dizer a verdade, Eleanor decide "matar" Janet porque só ela pode iniciar a aposentadoria de Michael. Ela e Chidi discutem sobre assassinar Janet e Chidi acaba empurrando o botão enquanto tentava impedir que Jason o fizesse. Chidi concorda em manter seu segredo, embora ele o torne miserável. Enquanto isso, Tahani planeja uma festa sombria para Michael; Michael então culpa Tahani por distraí-lo de Janet, mas logo se desculpa. Janet é reiniciada sem memórias e opera com capacidade diminuída. Michael anuncia que ele permanecerá no bairro para investigar o assassinato de Janet, que ele diz significa que há um problema além de si mesmo. Eleanor diz a Chidi que ela o ama, e admite a todos que ela é o problema porque ela foi levada ao Bom Lugar por engano. Nos flashbacks, Chidi mente dizendo que ele gosta de botas pouco atraentes de um colega de trabalho; Ele esconde a mentira por três anos e finalmente confessa após o colega de trabalho sobreviver a uma cirurgia difícil. |              |                                                                    |                      |                            |                                   |                        |                     |
| 8 | 8            | "Most Improved Player" "Jogador que Melhorou Mais"                 | Tristram Shapeero    | Dan Schofield              | Eleanor                           | 27 de outubro de 2016  | 3.89                |
| Michael entrevista Eleanor, Chidi, Tahani e Jason sobre a morte de Eleanor e Janet. Depois de finalmente obter o arquivo da Eleanor ds Janet (que ainda está reaprendendo coisas e já estava produzindo diferentes tipos de cactos de antemão), ele descobriu que Eleanor arruinou o vestido de uma amiga, levando a um processo que faliu lavanderias inocentes, humilhação pública da amiga e o lucro pessoal de Eleanor através de camisetas insultando sua amiga. Isso leva a Michael a chamar o Lugar Ruim para pegar Eleanor. Chega um trem do Lugar Ruim, trazendo Trevor, um representante cruel e despreocupado, para levar Eleanor. Depois que Chidi confessar que ele matou Janet e que Eleanor está aprendendo a ser uma pessoa melhor, Michael e os outros chegam à estação de trem para evitar que Trevor leve Eleanor. Trevor concorda em deixar o assunto ser discutido se ele puder continuar a manter a outra Eleanor Shellstrop, que foi concebida para o Bom Lugar e que depois é levado para fora do trem. |              |                                                                    |                      |                            |                                   |                        |                     |
| 9 | 9            | "...Someone Like Me as a Member" "...Um Membro como Eu"            | Dean Holland         | Jen Statsky                | Eleanor                           | 3 de novembro de 2016  | 3.68                |
| À medida que as negociações começam a determinar o destino das Eleanores, Michael usa a casa de Tahani como um lugar de encontro apenas para os demônios do Lugar Ruim para transformar o evento em uma festa onde andam por Michael, muito para o desânimo de Tahani. Enquanto isso, Chidi e o vínculo com Eleanor de verdade durante o jantar com Eleanor e Trevor. Durante a principal sessão de negociação, Michael ergue-se contra Trevor e seus demônios, declarando a guerra no Lugar Ruim e prometendo lutar por Eleanor. Trevor prometeu que Shawn, um "juiz eterno", esteja envolvido. Michael finalmente joga os demônios fora do Bom Lugar. Naquela noite, Jason encontra Tahani em sua "sala de meditação", exigindo saber quem ele realmente é. Nos flashbacks, Eleanor mostra que não gosta de se juntar a grupos sociais. |              |                                                                    |                      |                            |                                   |                        |                     |
| 10 | 10           | "Chidi's Choice" "A Escolha de Chidi"                              | Linda Mendoza        | Demi Adejuyigbe            | Chidi                             | 5 de janeiro de 2017   | 3.53                |
| Enquanto trabalhava juntos no caso de defesa da Eleanor, a Eleanor de verdade faz Eleanor perceber que ama Chidi. Tahani confronta Jason e descobre que Chidi inspirou seus gestos gentis. Chidi entra em pânico quando Eleanor e Tahani lhe dizem que o amam. Michael exorta exitosamente Chidi a tomar uma decisão. Eleanor insiste que ela e Tahani preservam sua amizade, então eles passam o resto do dia juntos. Apreciando a gentileza de Janet em relação a ele, Jason decide casar com ela. Eleanor e Tahani participam do casamento e, quando Chidi chega, Eleanor diz que seu amor por ele é o de gratidão para com um amigo e professor e Tahani admite que ela estava apenas a rebotar. Declarando que ela pensou em uma maneira de Eleanor ficar, Tahani sai com ela. Flashbacks mostram que um jovem Chidi desperdiçou um período inteiro de recesso incapaz de escolher seus companheiros de equipe. Mais tarde, a indecisão de Chidi o deixou incapaz de atuar como o melhor amigo de seu melhor amigo Uzo e indiretamente levou à morte de Chidi quando uma unidade de ar condicionado, que ele soltou, caiu sobre ele enquanto ele estava abaixo, incapaz de escolher um bar para visitar com Uzo. |              |                                                                    |                      |                            |                                   |                        |                     |
| 11 | 11           | "What's My Motivation" "Qual é a Minha Motivação"                  | Lynn Shelton         | Andrew Law                 | Jason                             | 12 de janeiro de 2017  | 3.64                |
| Tahani sugere que Eleanor possa acumular pontos no Lugar Bom; A partir de -4000, ela deve exceder 1.200.000. Ela realiza boas ações e recria a festa de boas-vindas de Tahani, ganhando sobre seus vizinhos com humor, mas sua pontuação só aumenta quando ela aconselha Chidi a responder favoravelmente a declaração de amor da Eleanor de verdads. Eleanor descobre que, uma vez que sua motivação é a auto-preservação, suas ações não aumentarão sua pontuação. Ela secretamente planeja deixar o Bom Ligar para se tornar uma boa pessoa e sua pontuação atinge o esperado. Michael descobre a identidade de Jason e seu casamento com Janet, que desenvolveu emoções e ama Jason, então Michael decide reiniciá-la. Quando o trem de Shawn chega, Janet, Jason e Eleanor sequestram para levá-los para um "Lugar Médio". Os flashbacks mostram que Jason sufocou e morreu em um cofre enquanto tentava roubar um restaurante com seu amigo Pillboi, que foi colocado em liberdade condicional e não acusado de sua morte. |              |                                                                    |                      |                            |                                   |                        |                     |
| 12 | 12           | "Mindy St. Claire"                                                 | Dean Holland         | Megan Amram & Jen Statsky  | Eleanor                           | 19 de janeiro de 2017  | 3.93                |
| Eleanor, Jason e Janet escapam para um "Lugar Médio" habitado por Mindy St. Claire (Maribeth Monroe), uma advogada de anos 80 que geralmente conduziu uma vida egoísta, mas cujas ações antes de sua morte levaram a formar uma massiva caridade global. Enquanto isso, Shawn prossegue com seu julgamento em Eleanor e Jason, com Chidi, Tahani, Michael e Eleanor de verdade tentando argumentar a favor de Eleanor. Em última análise, Shawn julga contra Eleanor e Jason, decretando que, se os dois não retornarem, Chidi e Tahani serão condenados a ir ao Lugar Ruim em vez dela. Eleanor finalmente convence Jason e Janet a retornar para poupar Chidi e Tahani desse destino. Flashbacks mostram o dia da morte de Eleanor, o dia em que Eleanor foi emancipada de seus pais e vários outros momentos na vida de Eleanor. |              |                                                                    |                      |                            |                                   |                        |                     |
| 13 | 13           | "Michael's Gambit" "O Plano de Michael"                            | Michael Schur        | Michael Schur              | Michael                           | 19 de janeiro de 2017  | 3.93                |
| Apenas faltando o prazo de Shawn, Eleanor e Jason retornam, juntando Chidi e Tahani. Shawn decide que eles podem escolher dois dos quatro para ir ao Lugar Ruim. Muitos argumentos são feitos para quem deve ir e quem deve ficar, com a Eleanor de verdade decidindo tomar um lugar. À medida que os argumentos se tornam mais aquecidos e frustrantes, Eleanor tem uma epifania: os quatro estão se torturando, não por acidente, o que significa que eles estiveram no Lugar Ruim o tempo todo. Michael confessa que isso é verdade; "O Bom Lugar" é um novo e elaborado bairro do Lugar Ruim onde Eleanor, Jason, Chidi e Tahani, os únicos habitantes humanos, se dirigiam mutuamente para a agonia. Flashbacks mostram Michael em seu trabalho de arquiteto antes de criar seu falso "Bom Lugar" e seu encontro com Shawn. Com seu esquema exposto, Michael implora a Shawn por um "refazer", apagando suas memórias e mudando alguns parâmetros. Em um último esforço para fazer algo, Eleanor escreve uma mensagem para contrabandear-se através de Janet (uma Janet legítima do Bom Lugar, que Michael roubou). Após a reinicialização, Janet dá a Eleanor um pedaço de papel que diz: "Eleanor - Enconte Chidi". |              |                                                                    |                      |                            |                                   |                        |                     |

## Recepção crítica
A primeira temporada do The Good Place recebeu críticas positivas de críticos de televisão. No Rotten Tomatoes, a primeira temporada tem uma classificação de 90%, com base em 52 avaliações, com uma classificação média de 7.84 / 10. O consenso crítico do site diz: "Kristen Bell e Ted Danson levam o programa com performances supremamente divertidas e encantadoras neste retrato absurdo, inteligente e lunático da vida após a morte." No Metacritic, a primeira temporada tem uma pontuação de 78 em 100, com base em críticas de 32 críticas, indicando "revisões geralmente favoráveis".

## Audiência
| №  | Título                           | Exibição original      | Rating/share (18–49) | Audiência (em milhões) | DVR (18–49) | Audiência em DVR (milhões) | Total (18–49) | Audiência total (em milhões) |
| -- | -------------------------------- | ---------------------- | -------------------- | ---------------------- | ----------- | -------------------------- | ------------- | ---------------------------- |
| 1  | "Everything Is Fine"             | 19 de setembro de 2016 | 2.3/8                | 8.04                   | 1.2         | 3.65                       | 3.5           | 11.69                        |
| 2  | "Flying"                         | 19 de setembro de 2016 | 2.3/8                | 8.04                   | 1.2         | 3.65                       | 3.5           | 11.69                        |
| 3  | "Tahani Al-Jamil"                | 22 de setembro de 2016 | 1.4/5                | 5.25                   | N/A         | 2.39                       | N/A           | 7.64                         |
| 4  | "Jason Mendoza"                  | 29 de setembro de 2016 | 1.3/5                | 4.45                   | 0.8         | 2.24                       | 2.1           | 6.68                         |
| 5  | "Category 55 Doomsday Crisis"    | 6 de outubro de 2016   | 1.4/5                | 4.97                   | 0.8         | 2.01                       | 2.2           | 6.98                         |
| 6  | "What We Owe to Each Other"      | 13 de outubro de 2016  | 1.2/5                | 4.23                   | 0.8         | N/A                        | 2.0           | N/A                          |
| 7  | "The Eternal Shriek"             | 20 de outubro de 2016  | 1.0/4                | 3.79                   | 0.8         | 2.02                       | 1.8           | 5.80                         |
| 8  | "Most Improved Player"           | 27 de outubro de 2016  | 1.2/4                | 3.89                   | 0.7         | N/A                        | 1.9           | N/A                          |
| 9  | "...Someone Like Me as a Member" | 3 de novembro de 2016  | 1.2/5                | 3.68                   | 0.6         | N/A                        | 1.8           | N/A                          |
| 10 | "Chidi's Choice"                 | 5 de janeiro de 2017   | 1.0/4                | 3.53                   | 0.7         | 1.61                       | 1.7           | 5.14                         |
| 11 | "What's My Motivation"           | 12 de janeiro de 2017  | 1.1/4                | 3.64                   | 0.7         | 1.71                       | 1.8           | 5.35                         |
| 12 | "Mindy St. Claire"               | 19 de janeiro de 2017  | 1.1/4                | 3.93                   | 0.7         | N/A                        | 1.8           | N/A                          |
| 13 | "Michael's Gambit"               | 19 de janeiro de 2017  | 1.1/4                | 3.93                   | 0.7         | N/A                        | 1.8           | N/A                          |